# Вулиця Северина Наливайка (Біла Церква)
Вулиця Северина Наливайка — одна з вулиць у центрі міста Біла Церква.
Названа на честь ватажка антифеодального повстання Северина Наливайка. До 2007 року носила ім'я відомого більшовика Урицького Мойсея Соломоновича, який навчався у єврейській школі у Білій Церкві. Починається від вулиці Ярослава Мудрого і на перехресті з вулицею Логінова переходить у вулицю Пушкінську.

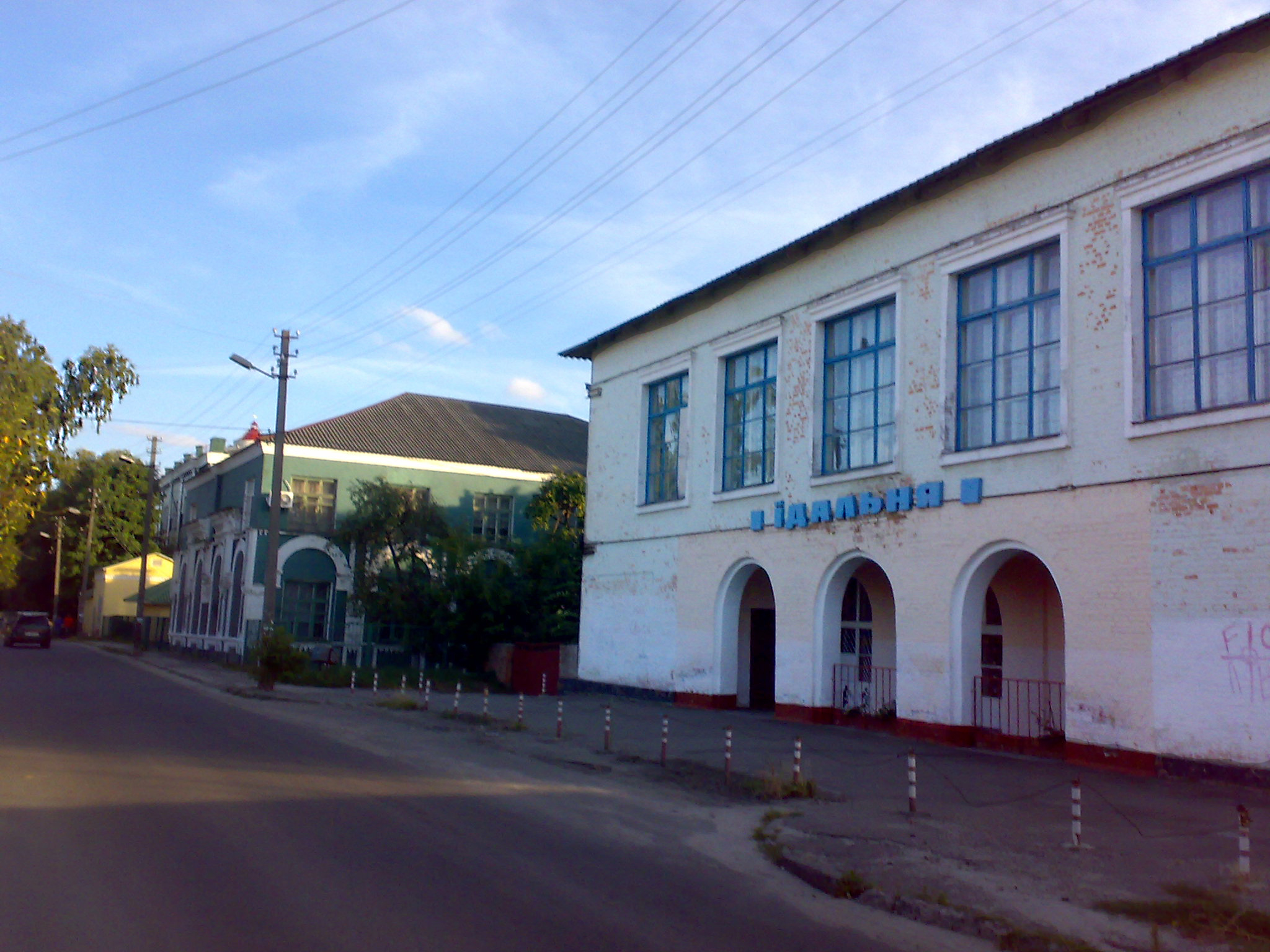
Вулиця Северина Наливайка. Видно будівлі Наливайка, 1 (праворуч) та Театральна, 6 (ліворуч).